# Fernand Recoussine
Fernand Recoussine, né le 30 octobre 1875 dans le 8e arrondissement de Paris et mort le 18 mai 1953, dans le 17e arrondissement de Paris, est un directeur français de sociétés et d'hôtels.
Il est le premier maire de la nouvelle commune du Touquet-Paris-Plage, dans le Pas-de-Calais en France. Il est qualifié de maire de l'essor de la station balnéaire.

## Biographie

### Enfance
Marius Fernand Recoussine naît le 30 octobre 1875 dans le 8e arrondissement de Paris, du mariage de Louis Philippe Recoussines, charbonnier, et de Marie Léontine Marragon, tous deux originaires de l'Aveyron et mariés le 23 septembre 1871 dans le 1er arrondissement de Paris. Il a trois frères, Philippe Charles François, Aymard Jules Louis et Casimir Philippe et une sœur, Léontine Marie,,,.

### Famille
- Fernand Recoussine épouse le 17 juillet 1901 à Paris dans le 17e arrondissement à Cornélie Schneider, née le 4 octobre 1879 à Londres[AD75 4], fille de Marie Madeleine Schneider. Ils ont quatre enfants[AD62 1] ;
  - Louis Corneille né le 1er août 1902 à Biarritz et mort le 3 novembre 1963 dans le 8e arrondissement de Paris marié, en premières noces, à Huguette Perret-Maisonneuve le 28 septembre 1927[1] au Touquet-Paris-Plage et, en secondes noces, le 14 mars 1932 à Jeannine Henriette Fernoux dans le 8e arrondissement de Paris[AD64 1].
  - Marie Madeleine, qui meurt accidentellement le 28 août 1922 au Touquet-Paris-Plage, âgée de 19 ans, ses obsèques ont lieu le 31 août 1922 au Touquet-Paris-Plage[2],[3] ;
  - René Denis, né le 9 avril 1905 à Paris-Plage, marié le 6 octobre 1931 au Touquet-Paris-Plage à Simone Hélène Rieder[AD62 2] ;
  - Yvonne Denise née le 9 janvier 1907 au Touquet-Paris-Plage mariée le 28 juin 1932 à Paris 1er arrondissement à Pierre Albert Bertrand, fils d'Ernest Bertrand, architecte diplômé par le gouvernement, et de Madeleine Jumeau[AD62 3].

### Carrière professionnelle
Fernand Recoussine exerce la profession de directeur d'hôtel, entre autres à l'hôtel du Palais à Biarritz de 1897 à 1901, comme le montre sa fiche militaire.
Le 31 juillet 1904, a lieu l'inauguration de l'hôtel Atlantic de Paris-Plage, dont Fernand Recoussine et Corneille Diette, son beau-père, en sont les directeurs. Au banquet, on aperçoit, John Whitley, Allen Stoneham, Édouard Lévêque, Georges Vibert, Henry Martinet, Léon Soucaret, le docteur Timmermans.
En 1911, il est, avec Corneille Diette (qui était un de ses témoins de mariage), directeur de l'hôtel Hermitage.
Il est élu membre titulaire de la Société académique du Touquet-Paris-Plage le 7 septembre 1925.
En 1932, Fernand Recoussine est directeur de l'hôtel de l'Hermitage au Touquet-Paris-Plage, président des syndicats des hôteliers du Touquet-Paris-Plage, vice-président de l'union régionale des hôteliers de la Côte d'Opale, membre du bureau du syndicat des hôteliers et restaurateurs de Boulogne-sur-Mer, membre du conseil d'administration de la chambre nationale.
Il est administrateur délégué et directeur général de la société « Les grands hôtels français ».
Il est membre de la commission permanente des stations hydrominérales climatiques et balnéaires au ministère de l'intérieur et membre de la chambre de commerce de Boulogne-sur-Mer.

### Maire
Fernand Recoussine est élu maire de la ville de Cucq en mai 1908. La station balnéaire « Paris-Plage » est érigée en commune en 1912 : « Le territoire de la commune de Cucq est divisé en deux communes qui porteront les noms de Cucq et du Touquet-Paris-Plage » (article 1er de la loi du 28 mars 1912). À l'issue des élections municipales, Fernand Recoussine est élu premier maire du Touquet-Paris-Plage, le 19 mai 1912.
En attendant la construction d'une mairie (il faudra attendre 1931), le nouveau maire et son conseil municipal prennent une première décision, celle de louer une propriété pour y abriter la nouvelle mairie. Celle-ci s'installe « provisoirement » dans la villa « les Moucherons » à l'angle sud-ouest de la rue de Bruxelles et de la rue de Londres.
Son premier mandat est interrompu par sa mobilisation en août 1914 pour la Première Guerre mondiale. L'intérim est assuré par Jules Bailleux, boucher, en qualité d'adjoint mais qui est lui aussi mobilisé en février 1915, puis par Jules Dachicourt, loueur de canots, jusqu'en décembre 1915. Louis Bonpain, commerçant, assure alors à son tour l'intérim, avant qu'un vote se déroule au sein du conseil municipal le 24 novembre 1917 pour confirmer sa fonction de maire, jusqu'au retour de Fernand Recoussine, et élire un conseiller faisant fonction d'adjoint, M. Dramard. En février 1919, Fernand Recoussine retrouve ses fonctions de maire puis est réélu le 10 décembre 1919 par le conseil municipal issu des premières élections après la guerre.
Lors des élections municipales de mai 1925, il est battu par Léon Soucaret après une campagne où il s'est opposé à lui très durement.
En septembre 1939, il est nommé maire par intérim en remplacement de Jules Pouget, mobilisé. Ce dernier reprend ses fonctions en juillet 1940.

### Réalisations municipales
En février 1910, à Cucq, on recense cent-dix enfants de deux à cinq ans. La commune, avec à sa tête le maire Fernand Recoussine, décide la création d'une école maternelle à Paris-Plage. Le terrain à côté de l'école des garçons est acheté au Touquet Syndicate Ltd. Le projet prévoit deux classes, une salle de repos, deux logements et un grand préau couvert. Elle est inaugurée le 1er octobre 1912 en même temps que la cantine contiguë qui peut recevoir les enfants des trois écoles (prix du repas : 0,19 f).
Le 7 septembre 1912, afin d'y construire un cimetière, la toute nouvelle municipalité du Touquet achète un terrain de 10 000 m2, sis chemin des Hénons (depuis avenue du 18 Juin), pour un prix de 5 000 F, celui-ci ouvre en mars 1914. Le 23 avril est inauguré, au cimetière du Touquet-Paris-Plage, le monument aux morts, sur les plans des architectes Fernand Buisset et Arsène Bical, réalisé par Émile Peynot, sculpteur demeurant à Paris. L'exécution en bronze de la statue a été réalisée par Duranton, fondeur à Paris. C'est à cet endroit que les enfants des écoles se retrouvent pour énumérer les noms des soixante « morts pour la France ». La réalisation de ce monument a coûté 60 375 F dont 12 500 F pour la sculpture, subvention communale 5 000 F, produits d'une souscription et d'une fête 15 375 F, subvention de la société des casinos 20 000 F, don d'un anonyme 20 000 F.
Le conseil municipal, en séance du 14 juin 1913 après délibération, décide qu'une musique municipale sera créée au Touquet-Paris-Plage à compter du 1er octobre suivant.
Il acquiert les lais de mer afin de faire construire la digue promenade, le 23 juillet 1922. En présence de Roger Farjon, sénateur du Pas-de-Calais et de Maurice Colrat, secrétaire d'État, futur garde des sceaux, habitué de la station, Madame Duboc inaugure la nouvelle digue, extension de l'ancienne, prolongée de la rue Joseph Duboc (anciennement rue de la Lune) à l'avenue de l'Atlantique.
Il participe activement au projet du futur pont d'Étaples sur la Canche.
La municipalité réalise la création des nombreuses structures nécessaires à la nouvelle commune : stade, collecte des ordures ménagères, dispensaire, maternité, fête des fleurs, syndicat d'initiative, commissariat de police, gendarmerie, pompiers.
Après la Première Guerre mondiale, il relance rapidement l'activité au Touquet-Paris-Plage.

### Mort
Fernand Recoussine meurt, le 18 mai 1953, en son domicile au 95, rue Jouffroy, dans le 17e arrondissement de Paris, il est inhumé le 22 mai 1953 dans le cimetière parisien de Saint-Ouen, division 6 (2), ligne 11 ouest, numéro 19 sud. Son épouse, Cornélie Schneider, meurt le 3 mai 1957 en son domicile, dans le 17e arrondissement de Paris.

## Hommage

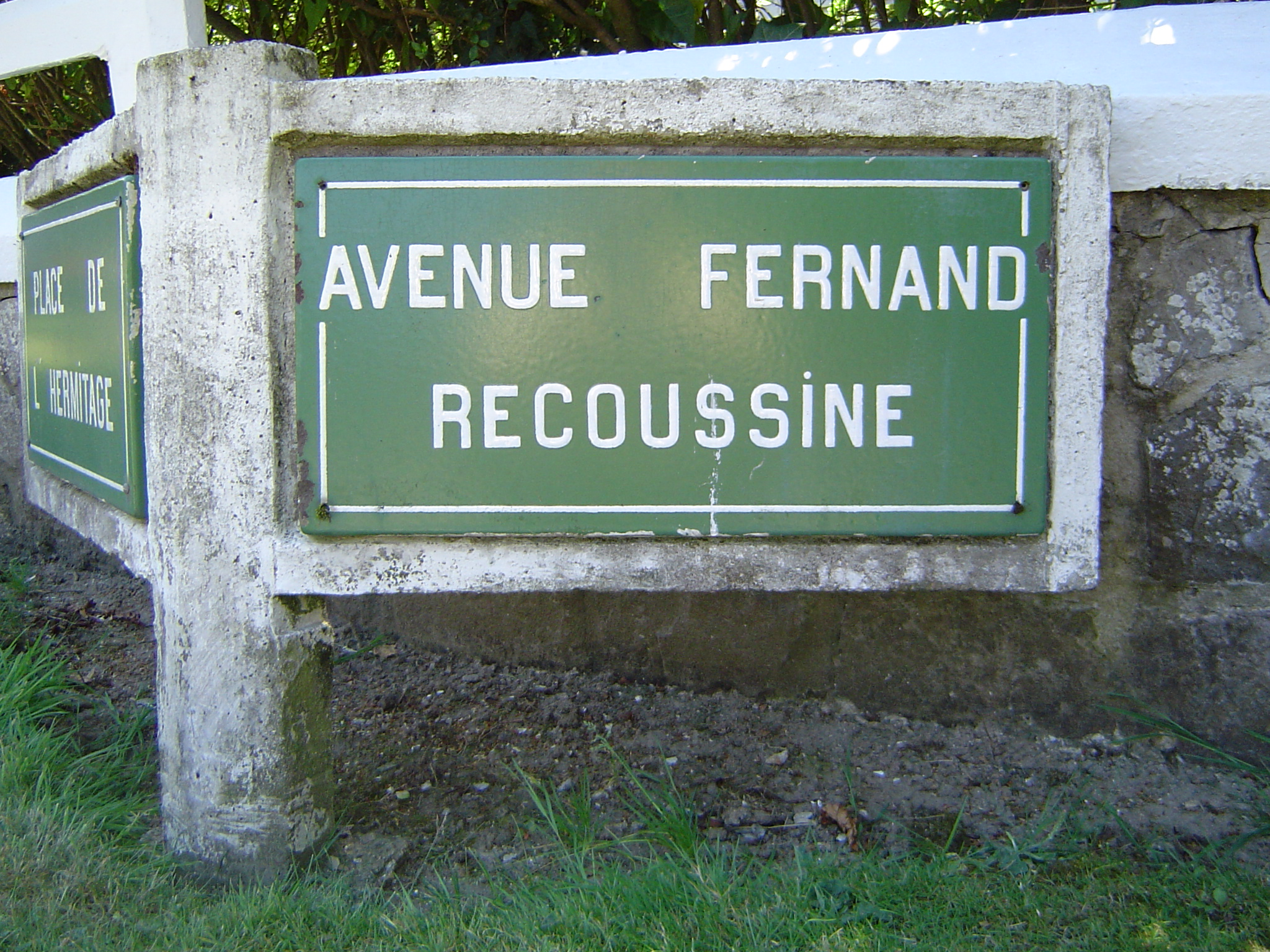

Pour rendre hommage à Fernand Recoussine, la municipalité du Touquet-Paris-Plage a donné son nom à une avenue arrivant place de l'Hermitage :  l'avenue Fernand Recoussine.

## Distinctions
Fernand Recoussine est fait officier d'académie le 1er juillet 1910, en tant qu'administrateur du théâtre pour tous puis nommé chevalier dans l'ordre national de la Légion d'honneur par décret du 28 décembre 1927.

## Pour approfondir